# Mégaclité (lune)
Mégaclité est un satellite naturel de Jupiter.

## Caractéristiques physiques
Mégaclité est un petit satellite naturel de Jupiter. En supposant qu'il possède un albédo de 0,04 similaire à d'autres satellites de Jupiter, sa magnitude visuelle de 21,7 conduit à un diamètre de 5,4 kilomètres.
Par calcul, la masse de Mégaclité est estimée à environ 2,1 × 1014 kilogrammes (210 milliards de tonnes).

## Orbite
Mégaclité appartient au groupe de Pasiphaé, un groupe de satellites qui orbitent de façon rétrograde autour de Jupiter sur des demi-grands axes compris entre 22 800 000 et 24 100 000 km, des inclinaisons de 144,5 à 158,3° par rapport à l'équateur de Jupiter et des excentricités entre 0,25 et 0,43.

Diagramme illustrant l'orbite des satellites irréguliers de Jupiter. Le groupe de Pasiphaé est visible sur le centre-gauche.
Diagramme illustrant l'inclinaison des membres du groupe de Pasiphaé en fonction du demi-grand axe.

## Historique

### Découverte
Mégaclité fut découvert en 2000 par une équipe conduite par Scott Sheppard. Sa découverte fut annoncée le 5 janvier 2001 en même temps que celle de dix autres satellites de Jupiter.

### Dénomination
Mégaclité porte le nom de Mégaclité, personnage de la mythologie grecque ; Mégaclité était une conquête amoureuse de Zeus, duquel elle eut Thébé et Locros.
Mégaclité reçut son nom définitif le 22 octobre 2002, en même temps que dix autres satellites de Jupiter. Avant cela, sa désignation provisoire était S/2000 J 8, indiquant qu'il fut le 8e satellite de Jupiter imagé pour la première fois en 2000.